# Bookworms
Bookworms è un cortometraggio britannico realizzato nel 1920 dalla Minerva Films, la casa di produzione cinematografica fondata dall'attore Leslie Howard e dall'amico regista Adrian Brunel. Il soggetto è di A.A. Milne, anch'egli socio della Minerva.

## Trama
Il giovane Richard è innamorato della vicina di casa, Miranda, ma non riesce ad avvicinarla perché la ragazza è costantemente sorvegliata. Miranda, infatti, vive con gli inaciditi zii Priscilla e Josiah, che non le consentono alcuno svago. Le uniche uscite concesse sono quelle per andare in biblioteca, accompagnata dall'arcigna governante. L'inventiva del giovane Richard, però, dopo una serie di trucchi fallimentari, sfrutterà proprio la passione degli austeri zii per i libri, consentendogli di riuscire finalmente a dichiarare il suo amore a Miranda.

## Produzione e distribuzione
Come lo stesso Brunel ha raccontato, il film fu scritto appositamente per Leslie Howard, che desiderava cimentarsi con un ruolo comico, dopo il precedente ruolo sentimentale in Five Pounds Reward.
Il film, conservato al BFI National Archive, fu presentato nel 1998 alle Giornate del cinema muto - Pordenone Silent Film Festival, con altri corti realizzati dalla Minerva Films.